# Hedychium brevicaule
Hedychium brevicaule là một loài thực vật có hoa trong họ Gừng. Loài này được D.Fang mô tả khoa học đầu tiên năm 1980.